# Alex Nicol
Alex Nicol (Alexander Livingston Nicol jr.; * 20. Januar 1916 in Ossining, New York; † 29. Juli 2001 in Montecito) war ein US-amerikanischer Schauspieler und Regisseur.

## Leben
Nicol war als junger Schauspieler mit der Maurice Evans Company in Shakespeare-Aufführungen auf Tournee; nach dem Militärdienst, den er ab 1940 bis zum Ende des Krieges in Europa ableistete, konnte er am Broadway Fuß fassen, so in South Pacific und Mr. Roberts (an der Seite von Henry Fonda). Anschließend erhielt er einen Vertrag bei den Universal Studios und war in etwa 40 Filmen zu sehen, ab 1953 auch im Fernsehen. Danach setzte er seine Karriere in Spanien und Italien bis Mitte der 1960er Jahre fort, bevor er bis zum Ende des Jahrzehntes als Regisseur an etlichen Fernsehserien partizipierte (Tarzan, Verrückter Wilder Westen et al.)
Seine Laufbahn klang in den 1970er Jahren mit etlichen Rollen in Exploitation-Filmen aus. Seinen Lebensunterhalt verdiente er mit der Vermietung eigener Wohnungen.

## Filmografie (Auswahl)
- 1950: The Sleeping City
- 1951: Tomahawk – Aufstand der Sioux (Tomahawk)
- 1952: Zu allem entschlossen (Meet Danny Wilson)
- 1952: Aus Liebe zu Dir (Because of You)
- 1952: Unternehmen Rote Teufel (The Red Ball Express)
- 1953: Feuerkopf von Wyoming (The Redhead from Wyoming)
- 1953: Auf verlorenem Posten (The Lone Hand)
- 1953: Die Hand am Colt (Law and Order)
- 1954: Duell in Socorro (Dawn at Socorro)
- 1954: Treffpunkt Palette (The Gilded Cage)
- 1955: In geheimer Kommandosache (Strategic Air Command)
- 1955: Der Mann aus Laramie (The Man from Laramie)
- 1955: Ihr sehr ergebener… (Sincerely Yours)
- 1956: Skrupellos (Great Day in the Morning)
- 1958: Alfred Hitchcock präsentiert (Alfred Hitchcock Presents, Fernsehserie, 1 Folge)
- 1958: Das Geheimnis des schreienden Schädels (The Screaming Skull) (auch Regie)
- 1960: Jovanka und die anderen (Jovanka e le altre)
- 1960: Der Bucklige von Rom (Il gobbo)
- 1960: Der Weg zurück (Tutti a casa)
- 1960: Unter zehn Flaggen (Sotto dieci bandiere)
- 1961: Im Taumel der Sinne (Look in Any Window)
- 1961: Verpfiffen (A Matter of WHO)
- 1962: Bis aufs Blut (Tierra brutal)
- 1962: Twilight Zone (The Twilight Zone, Fernsehserie, 1 Folge)
- 1964: Pulverdampf in Casa Grande (Gunfighters of Casa Grande)
- 1964: Gesetz der Bravados (Brandy, el sheriff de Losatumba)
- 1964: Relevo para un pistolero
- 1967: Tarzan (Fernsehserie, 1 Folge)
- 1968: American Tank Force (Manila, Open City)
- 1970: Bloody Mama
- 1971: The Night God Screamed
- 1973: Boney (Fernsehserie, 1 Folge)
- 1973: Clones – Labor des Grauens (The Clones)
- 1976: Ein Sheriff in New York (McCloud, Fernsehserie, 1 Folge)
- 1976: A*P*E
- 1976: Damals im Regen (Woman in the Rain)